# Serapión (arzobispo de Nóvgorod)
Serapión (del ruso: Серапион) (? - 16 de marzo de 1516) fue Arzobispo de Nóvgorod la Grande y Pskov desde 1506 a 1509. Es considerado santo por la Iglesia ortodoxa rusa, celebrándose su festividad el 16 de marzo del calendario juliano.
Serapión venía del pueblo de Pejorka en Moscovia (ahora Pejra-Pokrovskoye, en Balashija, en el óblast de Moscú). Realizó sus votos monásticos en el Monasterio de la Dormición de Dubensk, donde llegaría a ser higúmeno. Fue posteriormente higúmeno del Monasterio de la Dormición de Stromyn (ambos monasterios serían abandonados en el siglo XVIII). Desde 1493 ocupó ese mismo cargo en el monasterio de la Trinidad (actualmente Monasterio de la Trinidad y de San Sergio). 
A petición del Gran príncipe Basilio III de Moscú, fue consagrado arzobispo de Nóvgorod el 15 de enero de 1506.
En julio de 1509, en el sobor que consideraba el conflicto entre su persona y la de Jósif Volotski (este último estaba bajo la jurisdicción episcopal de Serapión, pero había apelado directamente al metropolitano de Moscú Simón - un acto que Serapión consideró anticanónico), Serapión fue hallado culpable, relegado de su sede y exiliado al Monasterio del Salvador y San Andrónico. En 1511, fue liberado, pasando el resto de su vida en el 
monasterio de la Trinidad.
Murió el 16 de marzo de 1516, habiendo hecho las paces con todos. Después de su muerte la sede de Nóvgorod quedó vacante hasta 1526.